# 池島・福万寺遺跡
池島・福万寺遺跡（いけしま・ふくまんじいせき）は、大阪府東大阪市から大阪府八尾市域にまたがって所在する、縄文時代晩期から近代までの生産遺構を中心とする遺跡。

## 概要
大阪府が計画する恩智川の洪水対策のための調整・遊水池としての開発に伴って、発掘調査が実施された。 弥生時代の水田遺構など、近代まで連綿と継続する農耕に伴う遺構、古墳時代の住居跡などが検出されているほか、土器を中心とする各時代の遺物が見つかっている。
調査面積が広範囲に亘るため、水田に水を引き込む為の灌漑施設、水田経営に伴う祭祀、生産域と居住域の構成など、沖積地における農耕史を物語る遺跡として、日本国内はもちろん、外国からも注目されている。
現在、該当地域は、八尾市域は「福万寺町運動市民広場」、東大阪市域は「恩智川治水緑地」として整備された。